# Bătălia de la Solferino
Bătălia de la Solferino (denumită în Italia bătălia de la Solferino și San Martino) s-a dat în ziua de 24 iunie 1859 și s-a soldat cu victoria armatei aliate formată din armata franceză condusă de Napoleon al III-lea și armata sardă condusă de Victor Emmanuel al II-lea (denumită alianța franco-sardă), împotriva armatei austriece condusă de împăratul Franz Joseph I; a fost ultima mare bătălie din istoria universală în care toate armatele s-au aflat sub comanda personală a monarhilor lor. Circa 300.000 de soldați au luptat în această bătălie, fiind cea mai mare de după bătălia de la Leipzig din 1813. Au participat circa 160.000 de soldați austrieci și un total de 156.000 de soldați francezi și piemontezi aliați. După această bătălie, împăratul Austriei nu a mai condus niciodată direct armata sa.
Bătălia a rămas în istorie și prin faptul că la ea a fost martor elvețianul Jean-Henri Dunant. Îngrozit de suferințele soldaților răniți rămași pe câmpul de luptă, Dunant a demarat un proiect care a condus la semnarea convențiilor de la Geneva și la înființarea Crucii Roșii Internaționale.

## Bătălia
Bătălia de la Solferino a fost o ciocnire decisivă în al Doilea Război Italian de Independență, pas crucial în cadrul Risorgimento. Contextul geopolitic al războiului a fost lupta naționaliștilor italieni pentru unificarea Italiei, țară împărțită de multă vreme între Franța, Austria, Spania, papalitate și numeroase mici principate italiene. Bătălia a avut loc lângă satele Solferino și San Martino, din Italia actuală, aflate la sud de Lacul Garda între Milano și Verona.
Confruntarea s-a dat între austrieci pe de o parte, și forțele franceze și piemonteze care s-au opus înaintării lor. Austriecii se retrăgeau către est după înfrângerea în Bătălia de la Magenta. În dimineața zilei de 23 iunie, după sosirea împăratului Franz Joseph, ei și-au schimbat direcția cu intenția de a contraataca de-a lungul râului Chiese. Simultan, Napoleon al III-lea a ordonat soldaților săi să înainteze, ceea ce a dus la desfășurarea luptei într-o zonă neprevăzută de niciuna din tabere. În vreme ce piemontezii au luptat contra austriecilor de pe flancul drept lângă San Martino, francezii s-au luptat la sud, lângă Solferino, cu grosul forțelor austriece.
Ciocnirea a fost haotică, pe un front lung de 15 km. La începutul după amiezii, francezii au rupt liniile inamice în zona centrală. Luptele au continuat ulterior în satele de lângă Solferino, Cavriana și Guidizzolo, până când au fost oprite de o furtună violentă; ele au continuat în San Martino până la căderea întunericului.
Bătălia a fost una deosebit de violentă, a durat peste nouă ore și s-a soldat cu moartea a peste 3.000 de soldați austrieci, 10.807 fiind răniți și 8.638 dispăruți și căzuți prizonieri. Armatele aliate au pierdut și ele un total de 2.492 morți, 12.512 răniți și 2.922 dispăruți și prizonieri. S-a relatat că soldați răniți și muribunzi de ambele tabere au fost împușcați sau înjunghiați cu baionetele. În final, forțele austriece au fost obligate să cedeze pozițiile, iar armatele aliate franco-piemonteze au câștigat o victorie tactică, scump plătită.

## Urmări

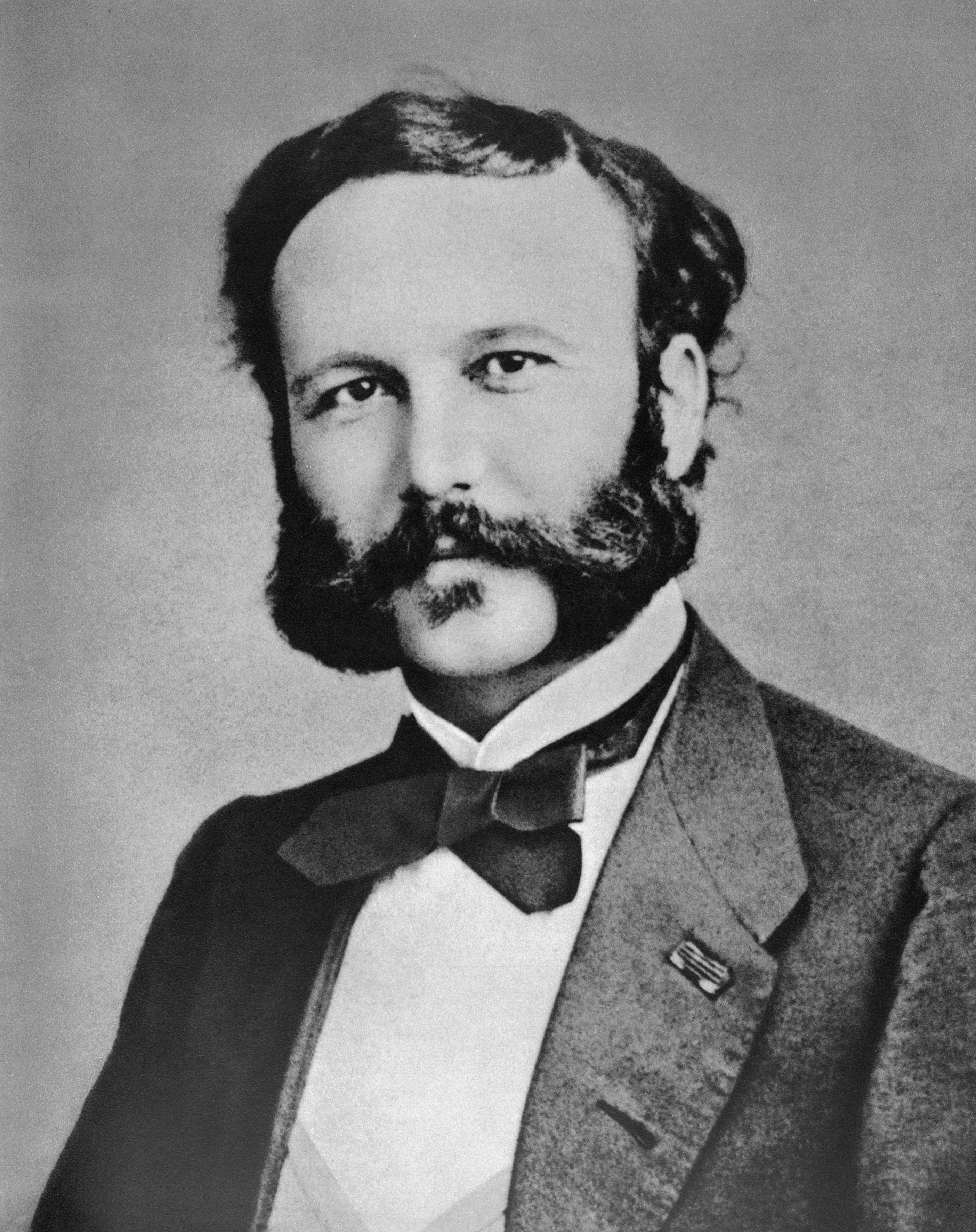
Henri Dunant (fotografie din 1860, un an după bătălie), martor al luptelor și al violențelor care l-au inspirat să înființeze Crucea Roșie Internațională

Napoleon al III-lea a fost impresionat de victime, întrucât în 1852 el susținuse că „Imperiul Francez înseamnă pace”, și, din motive legate de amenințarea Prusiei și de protestele din țară, mai ales ale romano-catolicilor, el s-a hotărât să pună capăt războiului, semnând armistițiul de la Villafranca (12 iulie 1859). Italienii au obținut Lombardia, dar nu și Veneția, iar primul ministru sard Camillo Cavour a demisionat. Regatul Italiei a fost înființat în 1860.
Bătălia a avut un efect major pe termen lung asupra felului în care aveau să se desfășoare acțiunile militare. Jean-Henri Dunant, care a fost martor ocular al bătăliei, a fost motivat de cruntele suferințe ale soldaților răniți lăsați pe câmpul de luptă să înceapă o campanie ce avea în cele din urmă să aibă drept rezultat convențiile de la Geneva și înființarea Crucii Roșii Internaționale.
Mișcarea a organizat între 23 și 27 iunie 2009 comemorarea a 150 de ani de la bătălie. Președinția Uniunii Europene a adoptat o declarație cu această ocazie în care a declarat că „Această bătălie a reprezentat, de asemenea, motivația pentru care comunitatea internațională a statelor a dezvoltat și adoptat instrumente din domeniul dreptului internațional umanitar, normele de drept internațional relevante în momente de conflict armat, în special cele patru Convenții de la Geneva din 1949, care vor sărbători anul acesta cea de a 60-a aniversare.”

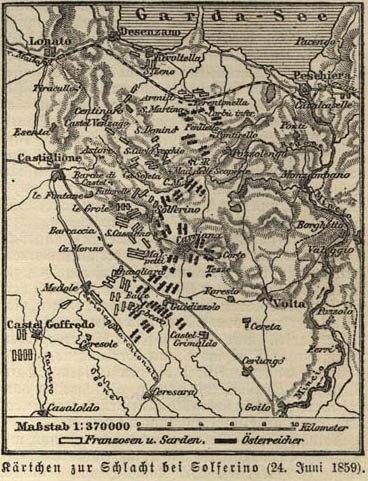
Harta bătăliei (tipărită c.1888), în Meyers Lexikon, Vol.15, p.10-11.

## Câmpul de bătălie astăzi
În zonă se află mai multe monumente în memoria evenimentelor din jurul bătăliei.
La San Martino (astăzi, San Martino della Battaglia) un turn circular domină zona, monument în memoria lui Victor Emmanuel al II-lea. Are 70 m înălțime și a fost construit în 1893. 
În oraș se află un muzeu cu uniforme și arme de epocă, precum și un osuar.
Și la Solferino este un muzeu, având expuse arme și obiecte din acea perioadă, și un osuar cu osemintele miilor de victime.
Lângă Castiglione delle Stiviere, unde au fost duși după bătălie mulți dintre răniți, se află muzeul Crucii Roșii, dedicat evenimentelor care au dus la înființarea organizației.